# Sint-Antonius van Paduaklooster
Het Sint-Antonius van Paduaklooster is een voormalig klooster te Buggenum, gelegen aan Berikstraat 11a.
De Kleine Zusters van de Heilige Joseph bewoonden sinds 1889 het Huis Rijswijk aan Berikstraat 11. Daar waren voordien Duitse zusters werkzaam met een bewaar- en een naaischool. De Kleine Zusters zetten deze werkzaamheden voort en wijdden zich ook verder aan onderwijs en ziekenverzorging. Het huidige kloostergebouw aan Berikstraat 11a werd in 1905-1906 gebouwd, gewijd aan Sint-Antonius van Padua.
Het kloostergebouw werd ontworpen door Caspar Franssen. Het gebouw heeft een middenrisaliet met topgevel en een beeld van Antonius van Padua. De zusters vertrokken in 1972. In hetzelfde jaar werd het gebouw gekocht door de Stichting Gemeenschapshuis Buggenum, en in 1973 opende er het gemeenschapshuis De Roffert.